# Gerard Peter Kuiper
Gerard Peter Kuiper (IPA: /ˈkaɪp.ə/), nato Gerrit Pieter Kuiper (Harenkarspel, 7 dicembre 1905 – Città del Messico, 23 dicembre 1973) è stato un astronomo olandese naturalizzato statunitense.

## Biografia
Kuiper arrivò negli Stati Uniti nel 1933 dove iniziò e sviluppò una fruttuosa carriera nel campo dell'astronomia del sistema solare essendo considerato di fatto il padre delle scienze planetarie moderne.
Tra gli altri lavori teorici sono da menzionare lo sviluppo di numerosi aspetti della teoria della formazione del sistema solare come la formazione dei planetesimi e il ruolo svolto dalle collisioni nella storia primitiva del sistema solare, sostenendo egli l'idea che i crateri terrestri provenissero da impatti con corpi esterni alla Terra. Fino ad allora si riteneva infatti che questi crateri fossero di origine vulcanica.
Kuiper ideò un importante programma di astronomia spettroscopica nell'infrarosso con voli a grandi altezze (12.000 m). Tra le sue numerose scoperte di carattere osservativo, si ricorda la scoperta di Nereide, (uno dei satelliti naturali di Nettuno), di Miranda (luna di Urano) e l'atmosfera di Titano (luna di Saturno). Collaborò inoltre in progetti della NASA studiando la superficie lunare e identificando possibili siti per l'allunaggio delle missioni Apollo. Kuiper è tuttavia noto per l'intuizione dell'esistenza di una fascia di materiale cometario oltre l'orbita di Nettuno, proveniente dalla formazione del sistema solare, confermato poi nel 1991 e conosciuto appunto come Fascia di Kuiper.

## Onori
In suo onore sono stati denominati "Kuiper" un cratere di 6 km di diametro sulla Luna, uno di 87 km di diametro sul pianeta Marte e uno di 62 km di diametro sul pianeta Mercurio. Portano il suo nome anche un asteroide, 1776 Kuiper e una fascia di asteroidi, la Fascia di Kuiper.
Nel 1951 gli fu assegnato il Prix Janssen.
Nel 1952 ha ricevuto la Medaglia Rittenhouse.
Nel 1959 gli è stato assegnato l'Henry Norris Russell Lectureship.